# 프로방스 축구 대표팀
프로방스 축구 국가대표팀은 프로방스를 대표하는 국가대표팀이다. FIFA와 UEFA에 소속되지 않고 NF-보드에 소속되어 있어 FIFA 월드컵과 유럽 축구 선수권 대회에 참가할 수 없고 VIVA 월드컵에는 참가할 수 있다. 이 대회에 4번 참가하여 이 가운데 2번의 대회에서 4위를 기록했다.

## 월드컵 기록
| 연도   | 라운드   | 순위     | 경기     | 승       | 무*      | 패       | 득점     | 실점     |
| ------ | -------- | -------- | -------- | -------- | -------- | -------- | -------- | -------- |
| 1930년 | 비회원국 | 비회원국 | 비회원국 | 비회원국 | 비회원국 | 비회원국 | 비회원국 | 비회원국 |
| 1934년 | 비회원국 | 비회원국 | 비회원국 | 비회원국 | 비회원국 | 비회원국 | 비회원국 | 비회원국 |
| 1938년 | 비회원국 | 비회원국 | 비회원국 | 비회원국 | 비회원국 | 비회원국 | 비회원국 | 비회원국 |
| 1950년 | 비회원국 | 비회원국 | 비회원국 | 비회원국 | 비회원국 | 비회원국 | 비회원국 | 비회원국 |
| 1954년 | 비회원국 | 비회원국 | 비회원국 | 비회원국 | 비회원국 | 비회원국 | 비회원국 | 비회원국 |
| 1958년 | 비회원국 | 비회원국 | 비회원국 | 비회원국 | 비회원국 | 비회원국 | 비회원국 | 비회원국 |
| 1962년 | 비회원국 | 비회원국 | 비회원국 | 비회원국 | 비회원국 | 비회원국 | 비회원국 | 비회원국 |
| 1966년 | 비회원국 | 비회원국 | 비회원국 | 비회원국 | 비회원국 | 비회원국 | 비회원국 | 비회원국 |
| 1970년 | 비회원국 | 비회원국 | 비회원국 | 비회원국 | 비회원국 | 비회원국 | 비회원국 | 비회원국 |
| 1974년 | 비회원국 | 비회원국 | 비회원국 | 비회원국 | 비회원국 | 비회원국 | 비회원국 | 비회원국 |
| 1978년 | 비회원국 | 비회원국 | 비회원국 | 비회원국 | 비회원국 | 비회원국 | 비회원국 | 비회원국 |
| 1982년 | 비회원국 | 비회원국 | 비회원국 | 비회원국 | 비회원국 | 비회원국 | 비회원국 | 비회원국 |
| 1986년 | 비회원국 | 비회원국 | 비회원국 | 비회원국 | 비회원국 | 비회원국 | 비회원국 | 비회원국 |
| 1990년 | 비회원국 | 비회원국 | 비회원국 | 비회원국 | 비회원국 | 비회원국 | 비회원국 | 비회원국 |
| 1994년 | 비회원국 | 비회원국 | 비회원국 | 비회원국 | 비회원국 | 비회원국 | 비회원국 | 비회원국 |
| 1998년 | 비회원국 | 비회원국 | 비회원국 | 비회원국 | 비회원국 | 비회원국 | 비회원국 | 비회원국 |
| 2002년 | 비회원국 | 비회원국 | 비회원국 | 비회원국 | 비회원국 | 비회원국 | 비회원국 | 비회원국 |
| 2006년 | 비회원국 | 비회원국 | 비회원국 | 비회원국 | 비회원국 | 비회원국 | 비회원국 | 비회원국 |
| 2010년 | 비회원국 | 비회원국 | 비회원국 | 비회원국 | 비회원국 | 비회원국 | 비회원국 | 비회원국 |
| 2014년 | 비회원국 | 비회원국 | 비회원국 | 비회원국 | 비회원국 | 비회원국 | 비회원국 | 비회원국 |
| 2018년 | 비회원국 | 비회원국 | 비회원국 | 비회원국 | 비회원국 | 비회원국 | 비회원국 | 비회원국 |
| 2022년 | ?        | ?        | ?        | ?        | ?        | ?        | ?        | ?        |
| 합계   |          |          |          |          |          |          |          |          |

## 국제 경기
| 일자             | 경기                          |          | 상대        | 결과        |
| ---------------- | ----------------------------- | -------- | ----------- | ----------- |
| 2010년 3월 11일  | 파다니아                      | 프로방스 | 파다니아    | 3 - 1       |
| 2009년 6월 26일  | 2009년 VIVA 월드컵 - 파다니아 | 프로방스 | 사미        | 4 - 4 (4-5) |
| 2009년 6월 25일  | 2009년 VIVA 월드컵 - 파다니아 | 프로방스 | 쿠르디스탄  | 0 - 6       |
| 2009년 6월 23일  | 2009년 VIVA 월드컵 - 파다니아 | 프로방스 | 사미        | 2 - 1       |
| 2009년 6월 2일   | 2009년 VIVA 월드컵 - 파다니아 | 프로방스 | 고조        | 3 - 1       |
| 2008년 12월 20일 | 모나코                        | 프로방스 | 모나코      | 3 - 2       |
| 2008년 7월 12일  | 2008년 VIVA 월드컵 - 사미     | 프로방스 | 사미        | 2 - 4       |
| 2008년 7월 10일  | 2008년 VIVA 월드컵 - 사미     | 프로방스 | 아람 시리아 | 0 - 5       |
| 2008년 7월 9일   | 2008년 VIVA 월드컵 - 사미     | 프로방스 | 쿠르디스탄  | 0 - 3       |
| 2008년 7월 8일   | 2008년 VIVA 월드컵 - 사미     | 프로방스 | 파다니아    | 1 - 6       |
| 1921년 4월 4일   | 카탈루냐                      | 프로방스 | 카탈루냐    | 0 - 1       |
| 1921년 4월 3일   | 카탈루냐                      | 프로방스 | 카탈루냐    | 0 - 4       |

#### VIVA 월드컵 기록
| VIVA 월드컵 | VIVA 월드컵 | VIVA 월드컵 | VIVA 월드컵 | VIVA 월드컵 | VIVA 월드컵 | VIVA 월드컵 | VIVA 월드컵 | VIVA 월드컵 |
| 연도        | 진출        | 순위        | 점수        | 승          | 무          | 패          | 득점        | 실점        |
| ----------- | ----------- | ----------- | ----------- | ----------- | ----------- | ----------- | ----------- | ----------- |
| 2006        | 불참        | 불참        | -           | -           | -           | -           | -           | -           |
| 2008        | 조별 예선   | 5위         | 4           |             |             | 4           | 3           | 18          |
| 2009        | 3위 결정전  | 4위         | 4           | 2           |             | 2           | 9           | 12          |
| 합계        | 2/3         | -           | 8           | 2           |             | 6           | 12          | 30          |